# Larga-Jijia, Iași
Larga-Jijia este un sat în comuna Movileni din județul Iași, Moldova, România.
Este plasată la 3 km sud - est de centrul comunal, pe soseaua spre Iasi. Numele sau este legat de pozitia geografica (podisul Larga si raul Jijia din apropiere), ca asezare datand din anul 1836. In sat este o biserica din secolul XVIII, reamplsata in anul 1861. In documente se semnaleaza ca in Larga exista o posta cu 12 surugii si un capitan; aceasta arata ca prin sat trecea un drum care facea legatura intre Iasi si Botosani.